# Agelanthus atrocoronatus
Agelanthus atrocoronatus é uma espécie de planta hemiparasita da família Loranthaceae. É endémica na Tanzânia. É conhecida apenas no planalto de Mufindi, na Tanzânia, e foi coletada pela última vez na década de 1980.